# Beierochelifer peloponnesiacus
Beierochelifer peloponnesiacus är en spindeldjursart som först beskrevs av Beier 1929.  Beierochelifer peloponnesiacus ingår i släktet Beierochelifer och familjen tvåögonklokrypare.

## Underarter
Arten delas in i följande underarter:
- B. p. jonicus
- B. p. peloponnesiacus